# Nedlagte folkekirker i Danmark
Siden slutningen af 1700-tallet er et antal kirker under statskirken, senere Folkekirken (oprettet 1849) blevet nedlagt. Nedenstående liste viser antal, lokalitet og senere skæbne. Ruiner er indtil videre ikke medtaget her, men nedrevne kirker er.
| Kirkenavn                                    | Indviet år         | Nedlagt år (sidste tjeneste) | Ejer                                                | Ny anvendelse      | Fredningsstatus     | Noter                                                                             |
| -------------------------------------------- | ------------------ | ---------------------------- | --------------------------------------------------- | ------------------ | ------------------- | --------------------------------------------------------------------------------- |
| Den tilsandede kirke (Sankt Laurentii Kirke) | 1300-tallet        | 1795                         | Staten                                              | Ødekirke           | Fredet              |                                                                                   |
| Nikolaj Kunsthal (Sankt Nikolaj Kirke)       | 1200-tallet        | 1805                         | Københavns Kommune                                  | Kunsthal           | Fredet (kun tårnet) | Brændt ved Københavns brand 1795                                                  |
| Sankt Ibs Kirke                              | 1100-tallet        | 1806                         | Staten                                              | Ødekirke           | Fredet              |                                                                                   |
| Oksby Gamle Kirke                            | ca. 1450           | 31. maj 1891                 | -                                                   | -                  | Nedrevet 1891       |                                                                                   |
| Buderup Ødekirke                             | 11-1200-tallet     | 1907                         | Staten                                              | Ødekirke           | Fredet              |                                                                                   |
| Rolsø Ødekirke                               | 1175               | 1908                         | Staten                                              | Ødekirke           | Fredet              |                                                                                   |
| Classerkirken                                | 1880               | 1909                         | -                                                   | -                  | Nedrevet 1911       |                                                                                   |
| Højerup gl. Kirke                            | 1250-1300          | 1910                         | Foreningen Højeruplund                              | Ødekirke           | Fredet              |                                                                                   |
| Mårup Kirke                                  | 1200-tallet        | 1926 (sidste tjeneste 2008)  | -                                                   | -                  | Nedtaget 2008-2015  | Nedtaget på grund af risiko for nedstyrtning til stranden nedenfor Lønstrup Klint |
| Aunsø gl. Kirke                              | 1200-tallet        | 1934                         | Staten                                              | Ødekirke           | Fredet              |                                                                                   |
| Christiansborg Slotskirke                    | 1826               | 1968                         | Staten                                              | Kirke              | Fredet              |                                                                                   |
| Voldhøj Kirke                                | 1988               | 1993                         | Voldhøj Valgmenighed                                | Kirke              | Nej                 | Ikke de facto nedlagt, men overdraget til en valgmenighed                         |
| Over Lerte Kirkekapel                        | 1932 (opført 1892) | 1997                         | Den Selvejende Institution Dansk Klokkemuseum       | Museum             | Nej                 |                                                                                   |
| Vesterø Havnekirke                           | 1954               | 23. november 2003            | Læsø Kur- og Helsecenter                            | Kurbad             | Nej                 |                                                                                   |
| Sjælør Kirke                                 | 1952               | 26. april 2009               | KFUM-Spejderne i Danmark                            | Spejdercenter      | Nej                 |                                                                                   |
| Utterslev Kirke                              | 1963               | 8. september 2013            | Frimenigheden Nordvestkirken under Luthersk Mission | Kirke              | Nej                 |                                                                                   |
| Samuels Kirke                                | 1932               | 2. oktober 2013              | Boligforeningen VIBO                                | Ungdomsboliger     | Nej                 |                                                                                   |
| Bavnehøj Kirke                               | 1977 (1948)        | 31. december 2013            | Den Serbisk Ortodokse Kirke i Danmark               | Kirke              | Nej                 |                                                                                   |
| Blågårds Kirke                               | 1926 (1905)        | 31. december 2013            | Foreningen Koncertkirken                            | Kulturhus          | Nej                 |                                                                                   |
| Absalons Kirke                               | 1934 (1919)        | 1. juli 2014                 | Lennart Lajboschitz                                 | Folkehuset Absalon | Nej                 |                                                                                   |
| Gethsemane Kirke                             | 1916               | 31. december 2014            | Selvstændig fond med lokale aktører                 | Kirke (uKirke)     | Nej                 | Ikke egentligt nedlagt, men omlagt til en anden type kirke                        |